# Strilciînți, Nemîriv
Strilciînți (în ucraineană Стрільчинці) este o comună în raionul Nemîriv, regiunea Vinnița, Ucraina, formată numai din satul de reședință.

## Demografie
Componența lingvistică a satului Strilciînți
     Ucraineană (97,3%)
     Rusă (1,91%)
     Alte limbi (0,79%)
Conform recensământului din 2001, majoritatea populației satului Strilciînți era vorbitoare de ucraineană (97,3%), existând în minoritate și vorbitori de rusă (1,91%).